# Фомін Олександр Васильович
Олекса́ндр Васи́льович Фомі́н (14 травня 1867, Єрмоловка — 16 жовтня 1935, Київ) — український радянський ботанік, дійсний член АН УРСР з 1921 року.

## Біографія
Народився 2 [14] травня 1867 року в селі Єрмоловці Петровського повіту Саратовської губернії. Після закінчення Московського університету працював у Юрієві (Дерпті) і Тифлісі, де заклав ботанічний сад. У 1914—1927 роках — професор Київського Університету.
У 1919 році від Української академії наук О. В. Фомін отримав пропозицію підготувати спеціалістів зі спорових рослин. До цієї праці були залучені Д. Я. Персидський, О. З. Архимович, М. Ю. Вагнер. Д. Я. Персидському було доручено вивчати сфагнові мохи і печіночники, О. З. Архимовичу — лишайники, а М. Ю. Вагнеру — листяні мохи. Згадані особи входили до «Комітету для виучування нижчих рослин України» (Історія…, 1993; Вірченко, 2001).
З кінця 1921 року — завідувач Ботанічного кабінету і гербарію АН УРСР, з 1922 року — керівник науково-дослідницької катедри ботаніки при Ботанічному саді (з 1927 року при Наркоматі освіти УРСР); з 1931 року — директор Інституту ботаніки АН УРСР.
У 1924 році заснував журнал «Вісник Київського ботанічого саду».

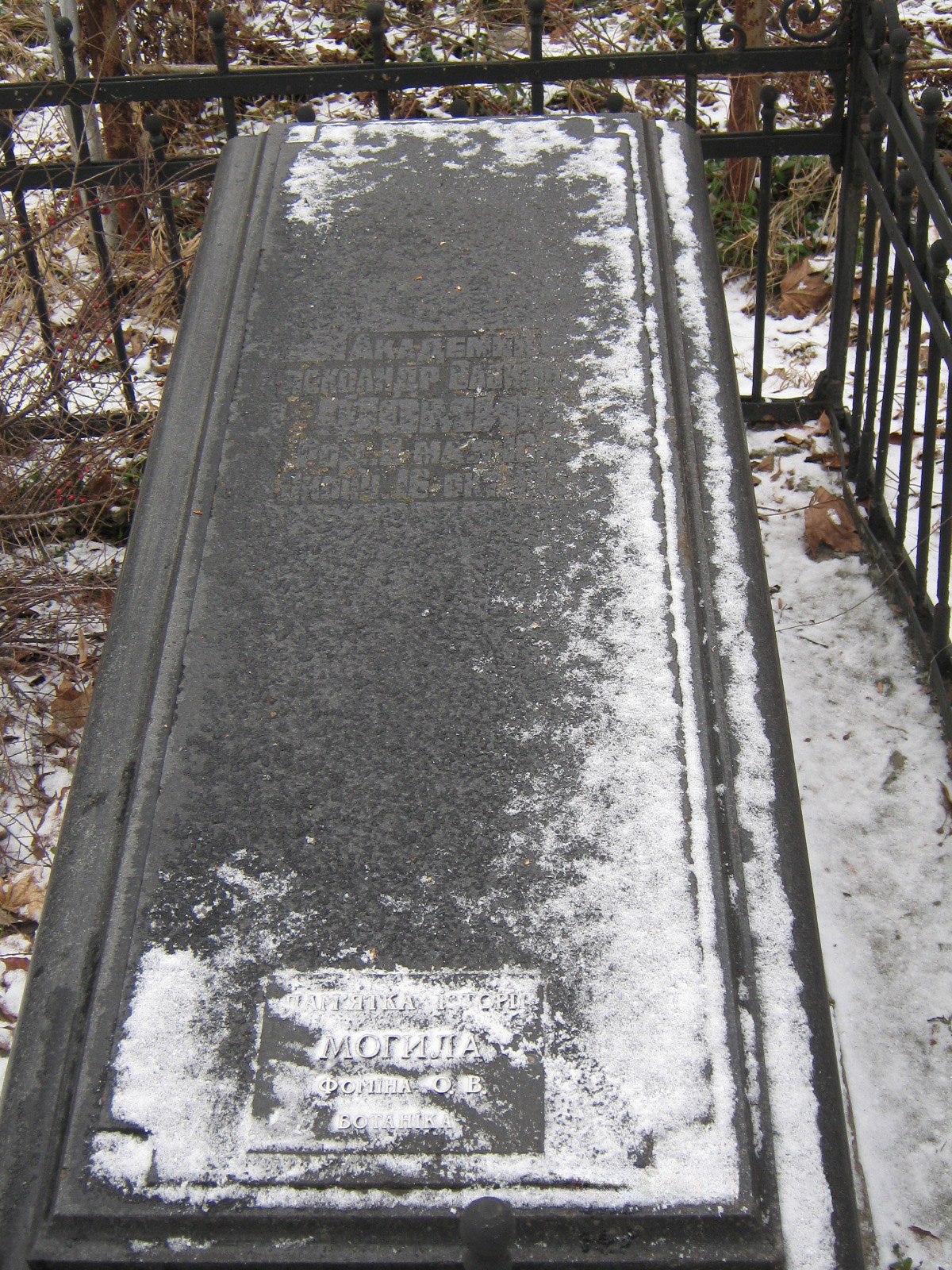
Могила Олександра Фоміна

Помер у Києві 16 жовтня 1935 року. Похований у Києві на Лук'янівському цвинтарі (ділянка № 21, ряд № 8, місце № 11). На могилі встановлена прямокутна лабрадоритова плита на чотиригранному гранітному п'єдесталі.

## Науковий внесок
Праці О. В. Фоміна присвячені питанням морфології, систематики і флори Кавказу, Криму, Сибіру, Далекого Сходу й України.
Фомін розробив вперше ботанічне районування України і систематичне вивчення спорових рослин УРСР, вивчав сфагнові мохи околиць Києва і Харківщини, папоротеві тощо.
За участю Фоміна розпочато монументальне видання «Флора УРСР», частину першого тому якого в 1926 році написав він сам.

## Пам'ять
Ім'я вченого увіковічнене у назвах багатьох видів рослин, зокрема у назві однієї з ендемічних рослин Грузії — Кремени Фоміна (Petasites fominii Bordz.)
В 1935 році іменем Олександра Фоміна в Києві названо Ботанічний сад.
У 2009 році Інститут ботаніки імені М. Г. Холодного НАН України і гербарій інституту (KW) почали випуск періодичного видання, названого на честь О. В. Фоміна — «Фомінія», або «Fominia».

## Виноски
1. ↑  В джерелах помилково вказувався рік народження 1869. Співробітники Інституту ботаніки ім. Холодного знайшли документи, що були власноручно заповнені вченим, в них указаний рік народження 1867, правильну дату опубліковано в 2009 році в 1 випуску «Фомінії»